# Bandeira do Kansas

Bandeira do Kansas

Bandeira do governador

A Bandeira do Kansas, ou, na sua forma portuguesa, do Cansas, foi adotada em 1927. Os elementos na bandeira incluem o selo do estado e um girassol em um campo azul. O desenho original foi modificado em 1961 para adicionar o nome do estado na parte inferior da bandeira.